# 魚鉤水蚤
魚鉤水蚤（學名：Cercopagis pengoi）是一種浮游枝角目甲殼動物，生活在黑海和裡海含鹽量較高的邊緣水域。 21世紀左右入侵東歐的淡水水域、水庫以及波羅的海。此外還隨著壓艙水被攜帶到了北美洲大湖區及相鄰水域，是世界百大外來入侵種之一。
魚鉤水蚤會和其他的浮游生物及小型魚類搶奪食物，但同時也會被以浮游生物為食的魚類捕食。他們可能還會堵塞漁網。

## 外部連結
- . GLANSIS Species FactSheet.   [2022-01-22]. （原始内容存档于2022-01-22） （英语）.